# Akino
Akino, pseudonimo di Akino Kawamitsu (川満 愛希信?, Kawamitsu Akino; Utah, 31 dicembre 1989), è una cantante giapponese.
Ha debuttato nel 2003 con i suoi fratelli Akashi e Aiki e sua sorella Kanasa nel gruppo vocale bless4; nel 2005 inizia anche una carriera solista cantando la sigla d'apertura dell'anime Aquarion, composta da Yōko Kanno.

## Discografia

### Singoli
- Sousei no Aquarion (創聖のアクエリオン?, Sōsei no Akuerion) - 27 aprile 2005
- Go Tight! - 24 agosto 2005
- Kimi no Shinwa ~ Aquarion Dai 2 Shou ( 君の神話 ～アクエリオン第二章?, Kimi no Shinwa ~ Akuerion Dai Ni Shō,  La nostra leggenda ~ Capitolo secondo) (sigla di Aquarion Evol) - 15 febbraio 2012

### Album
- Lost in Time - 7 novembre 2007
  - Comprende "Chance To Shine" (Sigla iniziale giapponese di Ōban Star-Racers) e "Suashi" (素足? Sigla finale di Aquarion: Wings of Betrayal)

### Colonne sonoreAquarion
- Genesis of Aquarion: Original Soundtrack - 8 giugno 2005
  - Comprende "La Brughiera del Deserto" (荒野のヒース?, Kōya no Hīsu, Sigla finale in episodio 14 di Aquarion) e "Sōsei no Aquarion Con mio fratello" (創聖のアクエリオン お兄さまと?, Sōsei no Akuerion Oniisama to, eseguito con Akashi Kawamitsu)
- Genesis of Aquarion: Original Soundtrack 2 - 22 settembre 2005
  - Comprende le canzoni inserite "Nike 15-sai" (ニケ15歳?, Nike Jūgo-sai) e "Genesis of Aquarion" (Versione lingua inglese di "Sōsei no Aquarion")